# Le Périple de Baldassare
Le Périple de Baldassare est un roman écrit par Amin Maalouf, publié en 2000.

## Résumé
L’histoire se déroule au XVIIe siècle entre l’Europe et le Moyen-Orient.
Baldassare Embriaco est un négociant en curiosités de Gibelet au Liban, originaire de Gênes. Accompagné de ses neveux et de son commis, il se lance à la recherche d’un mystérieux livre dont le titre est Le Centième Nom. Ce livre renfermerait un secret sacré, le véritable nom de Dieu, dont la connaissance permettrait d’être épargné lors de l’Apocalypse annoncé pour l’année 1666. Mais peut-être n’est-ce qu'un prétexte pour donner un sens à une poursuite de l’identité.
Baldassare parcourt les villes, passant par Constantinople, Smyrne, Gênes, Londres. Il rencontre, quitte, arrive, repart. Il vit l’amour, la culpabilité, la détresse. Et il écrit des flots de pensées, couchées sur divers manuscrits qu’il perd au fur et à mesure.
Une histoire racontant, à travers une année dite « l’année de la Bête », le récit d’un homme pris dans une course effrénée de l’identité.
Ce que la présence de cette femme a apaisé en moi, ce n’est pas la soif charnelle d’un voyageur, c’est ma détresse originelle. Je suis né étranger, j’ai vécu étranger et je mourrai plus étranger encore. Je suis trop orgueilleux pour parler d’hostilité, d’humiliations, de rancœur, de souffrances, mais je sais reconnaître les regards et les gestes. Il y a des bras de femmes qui sont des lieux d’exil, et d’autres qui sont la terre natale.

## Succès et adaptation
Le Périple de Baldassare a d'abord été publié aux éditions Grasset en 2000. Il a fait l’objet d’une réédition par Le Livre de poche en 2002.
Il a obtenu le Prix des Romancières pour l’année 2000.
Il a également été traduit en anglais par Barbara Bray, aux éditions Arcade, sous le titre Balthasar’s Odyssey.
Il a été adapté en bande dessinée par Joël Alessandra en 2011 (en 3 tomes, chez Casterman).

## Éléments historiques du roman
Liste non exhaustive :
- L'année de la bête - prédictions de la fin du monde
- Sabbataï Tsevi
- Deuxième guerre anglo-néerlandaise
- Grand incendie de Londres